# Alipay
Alipay (kinesiska: 支付宝) är en tjänst för nätbetalningar och mobila betalningar, som grundades i Hangzhou, Kina i februari 2004 av Alibaba Group. Alipay är numera världens mest populära plattform för mobila betalningar.
Alipay används primärt av kinesiska konsumenter, även om det finns samarbeten med andra företag i Asien, Nordamerika och Europa. Sedan 2018 har Alipay samarbetat med norska Vipps, en slags motsvarighet till Swish. 
Flera stora detaljhandelsföretag, hotellkedjor och restauranger har börjat erbjuda Alipay för att underlätta betalningen för resenärer från Kina. Handlare som vill erbjuda Alipay kan integrera direkt eller genom ett betaltjänstföretag uppkopplat mot tjänsten. I Sverige erbjuds Alipay bland annat av betaltjänstföretaget Adyen. I oktober 2018 delade Adyen uppgifter som visade att mängden betalningar från kinesiska turister i Sverige ökade markant under den populära kinesiska shoppinghögtiden Golden Week. Den fysiska handeln ska ha sett de kinesiska köpen öka med hela 40 procent och kinesiska köp i svenska nätbutiker växte med 11,5 procent.